# 普林·苏帕拉
普林·苏帕拉（英語：Prin Suparat，1990年3月19日—），昵称Mark，别名馬克·潘，是来自喃邦府的泰国男演员兼柔道運動員。2020年，因主演《我的法定老公》而大受歡迎。目前为泰國第3電視台旗下艺人。

## 早年经历
普林·苏帕拉是一个泰国华人，父母亲均是泰国华裔。他有两个兄弟姐妹，是家中的老二。作为柔道运动健将，他曾在12年级的时候获得柔道比赛冠军，并在泰国青少年竞技柔道比赛中取得名次。在乌汶府举行的第24届运动会上，他也入围了准决赛阶段名单，在喃邦府易三仓中学完成了中学学业后加入了兰实大学的柔道队。之后，他享用运动员奖学金进入兰实大学继续深造。后来，他被泰国第3电视台的经理发掘，正式进入娱乐圈。

## 演艺经历
2010年，普林·苏帕拉通过与纳瓦拉·翁瓦莎娜和纳得克·库吉米亚合作的电视剧《爱的阴霾》正式出道，也获得参与四十周年台庆剧的演出机会。
2012年10月19日，与金伯莉·安妮再度合作主演的爱情喜剧《假扮女佣2012》，他在剧中饰演Waraet。
2013年，再次与金伯莉·安妮合作主演爱情喜剧《藩篱情缘》，饰演男主Kob一角。
2017年1月23日，普林·苏帕何乌拉萨雅·斯帕邦德合作的爱情剧《人生波动》正式播出。同年9月，与娜塔玻·提米露克及尼塔莎·吉拉尤吉恩合作主演翻拍自2000年同名古装宫廷爱情剧的《城之源》播出。剧中他饰演主角Sukkawaong。
2020年，与尼塔莎·吉拉尤吉恩再度合作主演爱情喜剧《我的法定老公》首播，他在剧中饰演建筑设计师Thien而为人熟知。同年11月，与素帕莎·他那差合作主演《直到天空迎来太阳》正式播出。
2021年10月28日，与娜塔玻·提米露克再度合作主演，翻拍自泰国第7电视台《虎纹月亮》的动作爱情剧《猎恶游戏》播出，他在剧中饰演Nont。

## 个人生活
普林于2013年9月开始与金伯莉·安妮·田舍利交往。两人于2022年4月17日在瑞士卢塞恩的布尔根施托克酒店订婚。

## 影视作品

### 电视剧
| 年度 | 电视剧                         | 角色                                    | 播放平台 |
| ---- | ------------------------------ | --------------------------------------- | -------- |
| 2010 | 《愛的陰霾》                   | Techit                                  | 泰国三台 |
| 2010 | 短劇《團結一心》               | 未知                                    | 泰国三台 |
| 2010 | 《圓夢山莊四部曲之漫步花田錯》 | Din                                     | 泰国三台 |
| 2011 | 《逆陽之境》                   | Tawan                                   | 泰国三台 |
| 2011 | 《黃金三人組》                 | Kritchai                                | 泰国三台 |
| 2012 | 《雲之上Ⅱ》                    | Sangkla                                 | 泰国三台 |
| 2012 | 《假扮女傭2012》               | Wares                                   | 泰国三台 |
| 2013 | 《名門紳士五部曲之曼舞雲霄》   | 客串                                    | 泰国三台 |
| 2013 | 《藩籬情緣》                   | Kob                                     | 泰国三台 |
| 2014 | 《真愛無界》                   | Yeo                                     | 泰国三台 |
| 2015 | 《悄愛線上》                   | Pranont                                 | 泰国三台 |
| 2016 | 《願結》                       | Kritton / Lek（現代） Ariya王子（古代） | 泰国三台 |
| 2016 | 《人生波動》                   | Satit                                   | 泰国三台 |
| 2017 | 《城之源2017》                 | Sukkawaong                              | 泰国三台 |
| 2020 | 《我的法定老公》               | Thian                                   | 泰国三台 |
| 2020 | 《直到天空迎來太陽》           | Arthit                                  | 泰国三台 |
| 2021 | 《獵惡遊戲》                   | Nont                                    | 泰国三台 |
| 2022 | 《超級巨星2007》               | 自己                                    | 泰国三台 |
| 2023 | 《日影之下》                   | Korn                                    | 泰国三台 |

## 外部連結
- 普林·苏帕拉官方粉丝俱乐部 （页面存档备份，存于）（泰文）
- 普林·苏帕拉的Instagram帳戶
- 普林·苏帕拉的Facebook專頁